# (1907) Руднева
(1907) Руднева (лат. Rudneva) — типичный астероид главного пояса, который был открыт 11 сентября 1972 года советским астрономом Николаем Черных в Крымской астрофизической обсерватории и назван в честь Героя Советского Союза старшего лейтенанта Евгении Рудневой, заведующей отделом Солнца Московского отделения Всесоюзного астрономо-геодезического общества, а позднее во время войны штурмана авиаполка, получившего у немцев название «ночные ведьмы», погибшей смертью храбрых во время боевого вылета. 

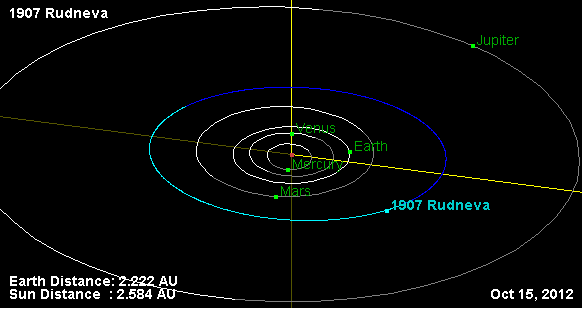
Орбита астероида Руднева и его положение в Солнечной системе

Название утверждено Центром по малым планетам 20 февраля 1976 года.